# Айлертхен
Айлертхен (нім. Ailertchen) — громада в Німеччині, розташована в землі Рейнланд-Пфальц. Входить до складу району Вестервальд. Складова частина об'єднання громад Вестербург.
Площа — 5,58 км2. Населення становить 627 ос. (станом на 31 грудня 2020).